# 175 Андромаха
175 Андромаха је астероид главног астероидног појаса. Приближан пречник астероида је 101,17 km,
а средња удаљеност астероида од Сунца износи 3,185 астрономских јединица (АЈ).
Инклинација (нагиб) орбите у односу на раван еклиптике је 3,220 степени, а орбитални период износи 2076,583 дана (5,685 година). Ексцентрицитет орбите астероида износи 0,233.
Апсолутна магнитуда астероида износи 8,31 а геометријски албедо 0,081.
Астероид је откривен 1. октобра 1877. године.